# Sandeothallus
Sandeothallus, rod jetrenjarki smješten u vlastitu porodicu Sandeothallaceae, dio podreda Pallaviciniineae. Postoje dvije vrste, jedna je iz Japana, a druga iz Indije, Sumatre, Bornea, Nove Gvineje, Filipina, Moluka, Jave i nekih otoka u Oceaniji.

## Vrste
1. Sandeothallus japonicus (Inoue) Crand.-Stotl. & Stotler; Japan
2. Sandeothallus radiculosus (Schiffn.) R.M. Schust.